# Lukas Salvisberg
Lukas Salvisberg (* 20. August 1987 in Rüegsauschachen) ist ein ehemaliger Schweizer Triathlet.

## Leben
Lukas Salvisberg war seit 1997 im Triathlon aktiv und auch seine drei jüngeren Brüder Andrea Nicolas, Florin und Fabian waren aktive Triathleten im Schweizer Team. Seine Mutter Renata Salvisberg war ebenso eine erfolgreiche Triathletin und konnte sich schon wiederholt für einen Startplatz beim Ironman Hawaii qualifizieren.
Lukas Salvisberg war Mitglied im Swiss Triathlon Team Olympic Distance 2011 – gemeinsam mit seinen beiden Brüdern Florin und Andrea Nicolas.
Er startete für das ewz power team, wurde trainiert von Dr. Adrian Bürgi und lebt in Bern.
Seit 2013 tritt Lukas Salvisberg nicht mehr international in Erscheinung.

## Sportliche Erfolge
| Datum/Jahr    | Rang | Wettbewerb                                      | Austragungsort | Zeit     | Bemerkung                                                                                           |
| ------------- | ---- | ----------------------------------------------- | -------------- | -------- | --------------------------------------------------------------------------------------------------- |
| 8. Juni 2013  | 8    | Zytturm-Triathlon                               | Zug            | 00:45:50 | Schweizer Meisterschaft Sprint-Triathlon                                                            |
| 24. Juli 2011 | 5    | CISM Military World Games                       | Rio de Janeiro | 01:46:21 | Militärweltspiele                                                                                   |
| 29. Mai 2011  | 4    | ITU Triathlon European Cup                      | Brasschaat     | 01:44:50 | auf der olympischen Distanz (1,5 km Schwimmen, 40 km Radfahren, 10 km Laufen)                       |
| 11. Apr. 2010 | 36   | ITU Triathlon World Championship Series 2010    | Sydney         | 01:55:06 | Auftaktrennen der Saison 2010 in der Elite-Klasse                                                   |
| 11. Sep. 2009 | 9    | ITU World Championship Series 2009              | Gold Coast     | 01:47:30 | in der Klasse U23                                                                                   |
| 11. Juli 2009 | 1    | Züri Triathlon                                  | Zürich         | 01:49:23 | Sieger vor Jan van Berkel und Reto Hug – neben Nicole Hofer bei den Frauen                          |
| 28. Juni 2009 | 1    | ITU Triathlon World Championship Mixed Relay    | Des Moines     | 01:20:56 | Sieg und Team-Weltmeister mit Magali Di Marco Messmer, Daniela Ryf und Ruedi Wild im ewz power team |
| 5. Juni 2008  | 6    | ITU Triathlon Short Distance World Championship | Vancouver      |          | sechster Rang bei der WM in der Klasse U23                                                          |
| 2008          | 20   | ITU Triathlon World Cup                         | Hamburg        | 01:51:17 | in der Elite-Klasse                                                                                 |
| 2008          | 3    | Züri Triathlon                                  | Zürich         |          | |
| 2007          | 3    | Züri Triathlon                                  | Zürich         |          | |
| 20. Mai 2007  | 62   | ITU Premium Europacup                           | Sanremo        |          | 1,5 km Schwimmen, 40 km Radfahren und 10 km Laufen                                                  |
| 19. Aug. 2006 | 2    | Triathlon International de Genève               | Genf           |          | hinter Alistair Brownie bei den Junioren, damit Schweizer Juniorenmeister                           |
| 2006          | 2    | Europacup Junioren                              | Kroatien       |          | in Kroatien                                                                                         |
| 2004          | 1    | Youth League                                    | Zofingen       |          | Schweizer Duathlonmeister im Swiss Duathlon Cup in der Kategorie Jugend A                           |

(DNF – Did Not Finish)